# Efemeridy

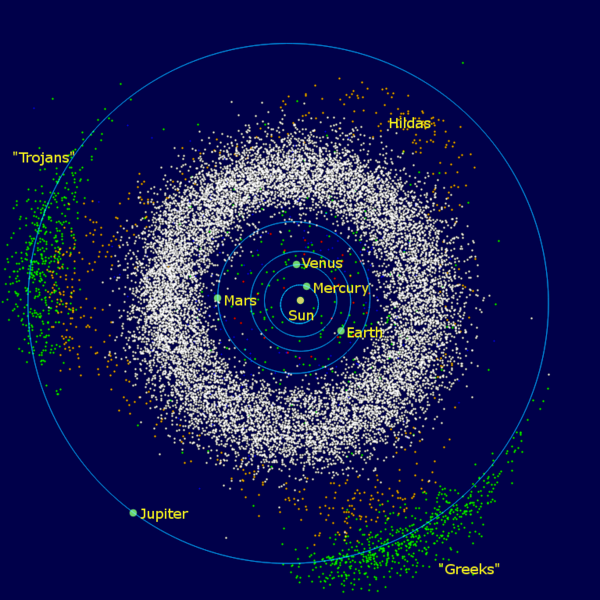
Vnitřní Sluneční soustava (až po dráhu Jupitera)
Obrázek zahrnuje také hlavní pásmo asteroidů (bílé) a skupiny asteroidů na dráze Jupitera.

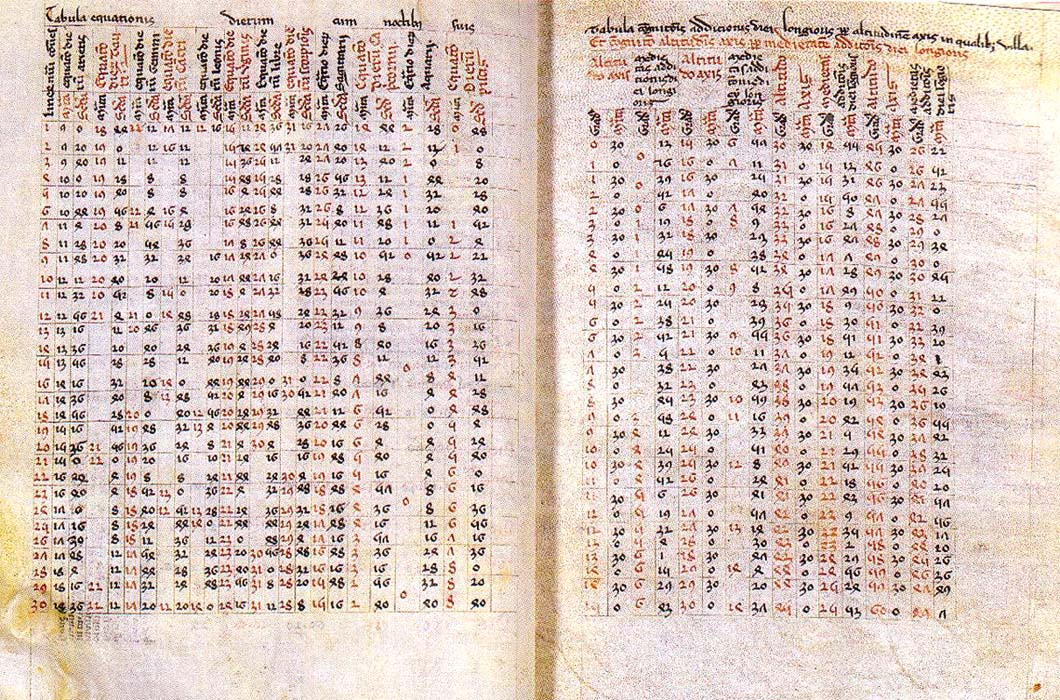
Tabulky Alfonse X. v latinském zpracování.

Efemeridy jsou údaje o poloze astronomických objektů (Slunce, Měsíc, planety, umělé družice) na obloze v určitém čase nebo časech. Vydávají se v podobě tištěných tabulek, dnes je nejčastěji počítají programy za pomoci matematických modelů pohybu těles. Udávají se obvykle ve sférických polárních souřadnicích (rektascenze a deklinace). 
Používají se v astronomii a k navigaci (astronavigaci). Mají užití také v astrologii.

## Původ slova
Slovo efemerida je z řec. ep-hémerios, jednodenní, každodenní. Téhož původu je i adjektivum efemérní (přechodný, pomíjivý) a slovo efemera, které znamená věci k příležitostnému, krátkodobému použití, například plakáty, oznámení a podobně.

## Historie
Efemeridy jsou poprvé doloženy ve staré Babylonii a v Indii ve 2. tisíciletí př. n. l. a užívaly se k předpovídání zatmění a k jiným astrologickým účelům. Velký význam měly Toledské tabulky, vytvořené Gerardem z Cremony ve 12. století pro navigaci, a o sto let mladší tabulky kastilského krále Alfonse X. Kolem roku 1320 je opravili dva pařížští mistři a v této podobě se užívaly 300 let. Z roku 1408 pocházejí obdobné čínské tabulky. Když Kryštof Kolumbus 1504 ztroskotal na ostrově Jamajce, předpověděl domorodcům zatmění podle vydání Regiomontanova. 1551 vyšly tabulky německého matematika a astronoma Erasma Reinholda, založené na Koperníkově teorii. Roku 1627 vyšly Rudolfinské tabulky, zpracované Johanem Keplerem, které se pak staly standardem. Nautické tabulky byla jednou z prvních úloh, na něž se používaly mechanické počítací stroje a daly podnět k vývoji Babbageova počítače.

## Moderní efemeridy
Vědecké efemeridy dnes zahrnují počítačové programy, které vypočtou polohy nebeských těles (včetně asteroidů a umělých družic) v libovolném čase, nemohou však přesto zahrnout nepravidelné vlivy například asteroidů a komet a musejí se tedy čas od času opravovat. Efemeridy platí přesně jen pro určité místo, ale odchylky mají význam jen v případě Měsíce a blízkých asteroidů.
Efemeridy jsou důležité pro kosmonautiku, pro družice systému GPS i pro astronomická pozorování (pozorování oblohy). Ve stavebnictví se užívají při výpočtu oslunění a podobně.